# Mandarin Daily News
Mandarin Daily News (chinesisch 國語日報 / 国语日报, Pinyin Guóyǔ Rìbaò, Zhuyin ㄍㄨㄛˊ ㄩˇ ㄖˋ ㄅㄠˋ) ist eine taiwanische Zeitung speziell für Kinder. Die Besonderheit der Mandarin Daily News ist, dass – anders als bei normalen Zeitungen – alle Texte mit Zhuyin annotiert sind, einer Kurzschrift für vereinfachtes Lesen. Somit können selbst Personen mit geringen Zeichenkenntnissen die Zeitung lesen.

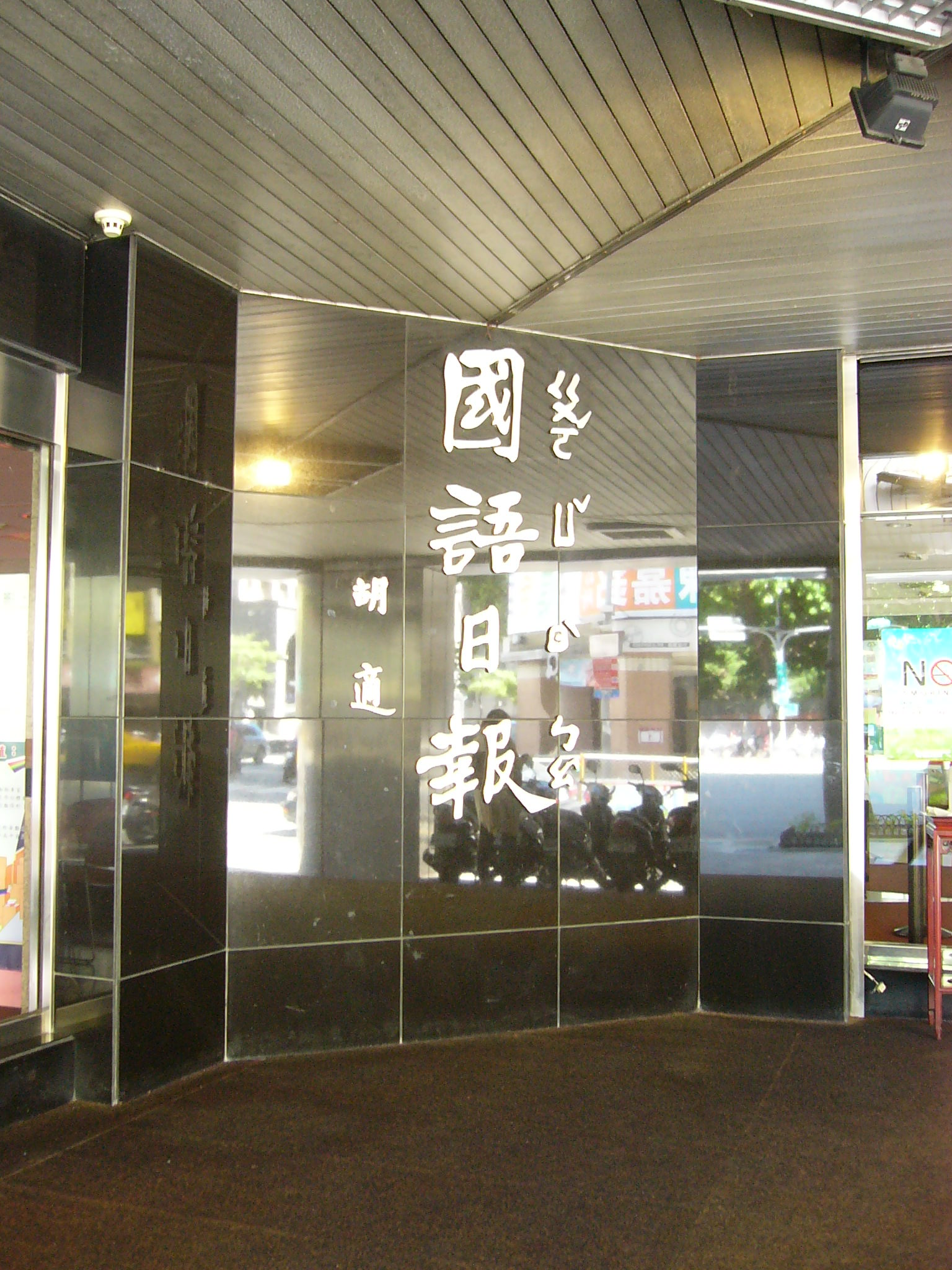
Mandarin Daily News

## Geschichte
Am 5. Januar 1947 wurde in Peking das Vorgängerprojekt 國語小報 / 国语小报,  Guóyǔ Xiǎobaò gegründet, welches damals ein großer Erfolg wurde, sodass am 25. Oktober 1948 das Projekt „Mandarin Daily News“ ins Leben gerufen wurde. Später wurde eine von Mandarin Daily News geförderte Sprachschule gegründet, in der Ausländer Chinesisch lernen können.